# Irene Cantacuzena
Irene Cantacuzena (in greco Ειρήνη Καντακουζηνή?, Eiréne Kantakouzené, in serbo Ирина Кантакузин?, Irina Kantakuzin, nota anche come Despotessa Jerina o Despoina Jerina; Costantinopoli, 1400 – Gornji Milanovac, 3 maggio 1457) è stata una principessa bizantina, fu despotessa di Serbia come moglie del despota di Serbia Đurađ Branković.

## Biografia
Irene Cantacuzena nacque a Costantinopoli nel 1400. Era figlia di Teodoro Cantacuzeno e di sua moglie, Elena Ouresina Doucaina, e quindi sorella di Giorgio, Andronico, Tommaso, Elena e di una sorella che sposò un re di Georgia, nonché nipote di Matteo Cantacuzeno e Irene Paleologa e bisnipote dell'imperatore Giovanni VI.
Arrivata in Serbia da Salonicco, il 26 dicembre 1414 sposò Durad Branković, futuro despota di Serbia e ventitré anni più grande di lei, a cui diede presumibilmente quattro figli e due figlie. Il 19 luglio 1427 divenne despotessa di Serbia accanto a suo marito e lo aiutò nel gestire la minaccia ottomana, combinando il matrimonio fra il sultano ottomano Murad II e una delle loro figlie, Mara. Il matrimonio si tenne nel 1435, ma il fidanzato fu siglato già nel 1431. Tuttavia, non servì a fermare le ostilità e l'Impero ottomano invase la Serbia nel 1439, anche se mantenne i membri della famiglia Branković come governatori o sovrani vassalli. Nel 1441 Grgur, uno dei figli di Durad e Irene, fu accusato di complotto contro Murad, imprigionato, condotto ad Amasya e accecato. 
Irene è anche ricordata per il suo contributo alla realizzazione della Fortezza di Smederevo, anche se soprattutto per la critica secondo cui impose al popolo tasse extra e corvée forzate per portare avanti la costruzione. Una delle torri è nominata "Torre di Jerina" in suo onore. 
Irene morì il 3 maggio 1457 dalle parti di Gornji Milanovac, vicino al monte Rudnik, cinque mesi dopo suo marito. Sebbene la causa della sua morte sia indicata ufficialmente come "malinconia", altre fonti suggeriscono che sia piuttosto stata avvelenata da suo figlio Lazar: dopo essere salito al trono, secondo le stesse fonti avvelenamendo il padre, ufficialmente sotto la reggenza materna, Lazar l'aveva privata di ogni potere e maltrattata al punto che Irene progettò di fuggire alla corte ottomana di Mehmed II insieme ai figli Mara (tornata dai genitori dopo la morte di Murad nel 1451) e Grgur (restituito loro dopo la mutilazioni), ma morì poco prima di poter mettere in atto la cosa. 
Qualche mese dopo la morte di Irene, Mara raggiunse da sola Mehmed II, che la considerava una seconda madre, a Costantinopoli, la nuova capitale ottomana conquistata nel 1453, dove ricoprì i ruoli di Valide Hatun (madre del sultano) e consigliera ufficiosa.

## Discendenza
Da suo marito, ebbe presumibilmente sei figli:
- Todor Branković (c.1415 - prima del 1429). Morto infante.
- Grgur Branković (c. 1415 - 16 ottobre 1459). Padre di Vuk Grgurević.
- Stefan III Branković (c. 1417 - 1476).
- Katarina Branković (c.1418 - 1490). Sposò Ulrico II di Celje.
- Mara Despina Branković (c. 1420 - 14 settembre 1487). Sposò Murad II, sultano dell'Impero Ottomano, e fu madre adottiva del suo successore, Mehmed II
- Lazar II Branković (c.1421/27 - 20 gennaio - 20 giugno 1458).

## Ascendenza
|                               |             |                                      | Genitori               |  |  | Nonni |  |  | Bisnonni                |  |  | Trisnonni           |  |
|                               |             |                                      |                        |  |  |       |  |  | Giovanni VI Cantacuzeno |  |  | Michele Cantacuzeno |  |
|                               |             |                                      |                        |  |  |       |  |  | Giovanni VI Cantacuzeno |  |  | Michele Cantacuzeno |  |
|                               |             | Teodora Paleologa Cantacuzena Angela |                        |  |  |       |  |  | Giovanni VI Cantacuzeno |  |  |                     |  |
| Matteo Cantacuzeno            |             |                                      |                        |  |  |       |  |  | Giovanni VI Cantacuzeno |  |  |                     |  |
|                               |             | Irene Asanina                        | Andronico Asen         |  |  |       |  |  |                         |  |  |                     |  |
|                               |             | Irene Asanina                        | Andronico Asen         |  |  |       |  |  |                         |  |  |                     |  |
|                               |             | Irene Asanina                        | N. Tarchanaiotissa     |  |  |       |  |  |                         |  |  |                     |  |
| Teodoro Paleologo Cantacuzeno |             | Irene Asanina                        |                        |  |  |       |  |  |                         |  |  |                     |  |
|                               |             | Demetrio Paleologo                   | Andronico II Paleologo |  |  |       |  |  |                         |  |  |                     |  |
|                               |             | Demetrio Paleologo                   | Andronico II Paleologo |  |  |       |  |  |                         |  |  |                     |  |
|                               |             | Demetrio Paleologo                   | Violante di Monferrato |  |  |       |  |  |                         |  |  |                     |  |
| Irene Paleologa               |             | Demetrio Paleologo                   |                        |  |  |       |  |  |                         |  |  |                     |  |
|                               |             | Teodora Comnena                      | …                      |  |  |       |  |  |                         |  |  |                     |  |
|                               |             | Teodora Comnena                      | …                      |  |  |       |  |  |                         |  |  |                     |  |
|                               |             | Teodora Comnena                      | …                      |  |  |       |  |  |                         |  |  |                     |  |
| Irene Cantacuzena             |             | Teodora Comnena                      |                        |  |  |       |  |  |                         |  |  |                     |  |
|                               | Simeon Uroš | Stefano Uroš III Dečanski            |                        |  |  |       |  |  |                         |  |  |                     |  |
|                               | Simeon Uroš | Stefano Uroš III Dečanski            |                        |  |  |       |  |  |                         |  |  |                     |  |
|                               | Simeon Uroš | Maria Paleologa                      |                        |  |  |       |  |  |                         |  |  |                     |  |
| Giovanni Uroš                 | Simeon Uroš |                                      |                        |  |  |       |  |  |                         |  |  |                     |  |
|                               |             | Tommasa Orsini                       | Giovanni d'Epiro       |  |  |       |  |  |                         |  |  |                     |  |
|                               |             | Tommasa Orsini                       | Giovanni d'Epiro       |  |  |       |  |  |                         |  |  |                     |  |
|                               |             | Tommasa Orsini                       | Anna Paleologa         |  |  |       |  |  |                         |  |  |                     |  |
| Elena Ouresina Doucaina       |             | Tommasa Orsini                       |                        |  |  |       |  |  |                         |  |  |                     |  |
|                               |             | Radoslav Hlapen                      | …                      |  |  |       |  |  |                         |  |  |                     |  |
|                               |             | Radoslav Hlapen                      | …                      |  |  |       |  |  |                         |  |  |                     |  |
|                               |             | Radoslav Hlapen                      | …                      |  |  |       |  |  |                         |  |  |                     |  |
| N. Radoslava                  |             | Radoslav Hlapen                      |                        |  |  |       |  |  |                         |  |  |                     |  |
|                               |             | …                                    | …                      |  |  |       |  |  |                         |  |  |                     |  |
|                               |             | …                                    | …                      |  |  |       |  |  |                         |  |  |                     |  |
|                               |             | …                                    | …                      |  |  |       |  |  |                         |  |  |                     |  |
|                               |             | …                                    |                        |  |  |       |  |  |                         |  |  |                     |  |

## Eredità
Le origini greche bizantine di Irene, insieme all'influenza che lei e i suoi fratelli esercitarono su Đurađ, la resero estremamente impopolare in Serbia, e col tempo il sentimento mutò in vero e proprio odio, tanto che dopo la sua morte si diffusero numerose leggende, voci e riferimenti malevoli verso di lei. 
Soprannominata nel folklore popolare Prokleta Jerina, ovvero "Jerina la Dannata", oltre alle già citate critiche relative alla Fortezza di Smeredevo, che si diceva fosse stata costruita per suo inutile capriccio, la Fortezza di Maglič viene detta "Fortezza Prokleta Jerina" e venne scritto che la sovrana la usava per incontrarsi coi suoi amanti, che poi faceva uccidere e gettare nel pozzo interno. Parimenti, la fortezza di Užice è nota per la leggenda secondo cui Irene era solita salire sui bastioni per gettare i bambini dei contadini nel fiume sottostante, il Đetinja, il cui nome può significare "fiume dei bambini". 
Persino il nome con cui era nota in Serbia, Jerina, non era solo una traslitterazione fonetica del suo nome, ma anche un soprannome dispregiativo: infatti, in serbo jerina è una parola che si riferisce alle rovine di qualcosa e, per estensione, a qualcosa o qualcuno che porta la rovina; infatti, erano così appellate le donne che non riuscivano a dare un maschio al marito, e giudicate perciò la "rovina" della linea di sangue della famiglia. Il soprannome era tanto più crudele se si tiene conto che il nome Irene, invece, significa "pace". 
Irene compare, sempre un vesti negative, in diverse canzoni popolari scritte da Vuk Stefanović Karadžić, filologo serbo del '700, ed è anche la malvagia protagonista del romanzo di Vidan Nikolić "Prokleta Jerina" o "L'ombra del despota". 